# Misto Quente
Brasil: Misto Quente / Portugal: Pão com fiambre (Ham on Rye no original) é o quarto romance escrito pelo escritor Charles Bukowski, publicado em 1982 pela editora Black Sparrow Books nos Estados Unidos, em 2005 pela L&PM Editores no Brasil.

## O livro
Magnum opus de Charles Bukowski. Narra a infância do seu alter ego Henry Chinaski, durante a recessão pós 1929, de origem alemã, pobre, com um pai autoritário beirando a psicopatia, uma mãe passiva, nenhuma namorada e com muitas espinhas. Se vê apenas na perspectiva de servir de mão-de-obra barata em um mundo cada vez menos propício às pessoas sensíveis e problemáticas. Este romance é sem dúvida uma das obras mais comoventes e mais lidas de Charles Bukowski. Misto quente possui detalhes autobiográficos, sinceridade e simplicidade.